# Oscar von Elsner

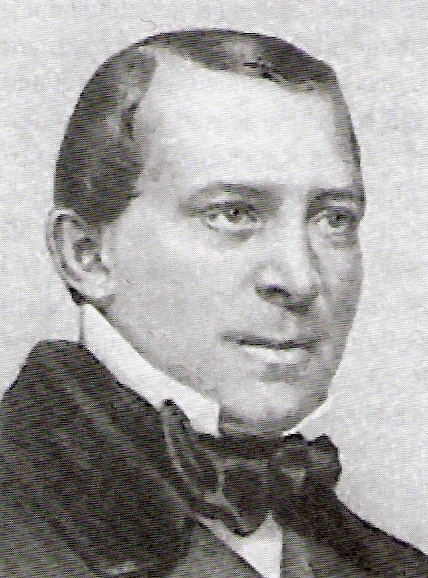
Oscar von Elsner

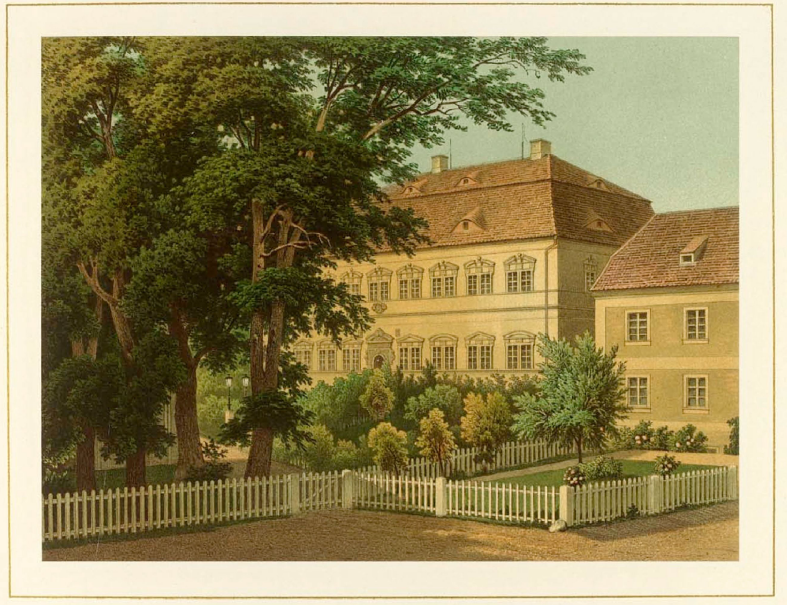
Gut Pilgramsdorf im Kreis Goldberg

Oscar Benno Ferdinand von Elsner (* 17. Juli 1822 in Pilgramsdorf, Landkreis Goldberg, Provinz Schlesien; † 21. Mai 1881 in Arlesheim (Kanton Basel-Landschaft)) war ein deutscher Politiker.

## Leben
Seine Eltern waren der Landrat des Kreises Goldberg Sylvius Ernst Karl Joachim von Elsner (* 31. Juli 1783; † 1. November 1851) und dessen Ehefrau Friederike Charlotte Ottilie von Debschütz (* 25. September 1793; † 20. Mai 1869), Tochter des Landrats des Kreises Neumarkt Nicolaus Otto Ferdinand von Debschütz. Der Generalmajor Ferdinand Friedrich Joachim von Elsner war sein Großvater. Oscar von Elsner besuchte das Gymnasium in Lauban und studierte Rechtswissenschaft in Breslau sowie Berlin. Von 1851 bis 1854 war er Landrat des Kreises Ratibor. 1854 wechselte er ins preußische Innenministerium in Berlin. Ab Mai 1855 war er Staatsminister des Fürstentums Schwarzburg-Sondershausen, wurde im Oktober 1862 entlassen und lebte seitdem auf seinem Gut Nieder Adelsdorf im Landkreis Goldberg-Haynau in Schlesien, ab 1872 in der Schweiz.
Von 1852 bis 1855 und von 1863 bis 1866 war Oscar von Elsner Mitglied des Preußischen Abgeordnetenhauses. Von 1856 bis 1859 war er Mitglied des Landtags des Fürstentums Schwarzburg-Sondershausen. 1869 wurde er in einer Ersatzwahl im Wahlkreis Liegnitz 6 (Liegnitz, Goldberg-Haynau) in den Reichstag des Norddeutschen Bundes gewählt, wodurch er gleichzeitig auch Mitglied des Zollparlaments wurde. Er gehörte der Freikonservativen Partei an.